# (500832) 2013 GZ136
2013 GZ136, também escrito como 2013 GZ136, é um objeto transnetuniano que está localizado no disco disperso, uma região do Sistema Solar. Ele possui uma magnitude absoluta de 8,2 e tem um diâmetro estimado de 101 km.

## Descoberta
2013 GZ136 foi descoberto no dia 4 de abril de 2013 pelo Outer Solar System Origins Survey.

## Órbita
A órbita de 2013 GZ136 tem uma excentricidade de 0,614 e possui um semieixo maior de 87,896 UA. O seu periélio leva o mesmo a uma distância de 33,933 UA em relação ao Sol e seu afélio a 142 UA.